# Miniatura

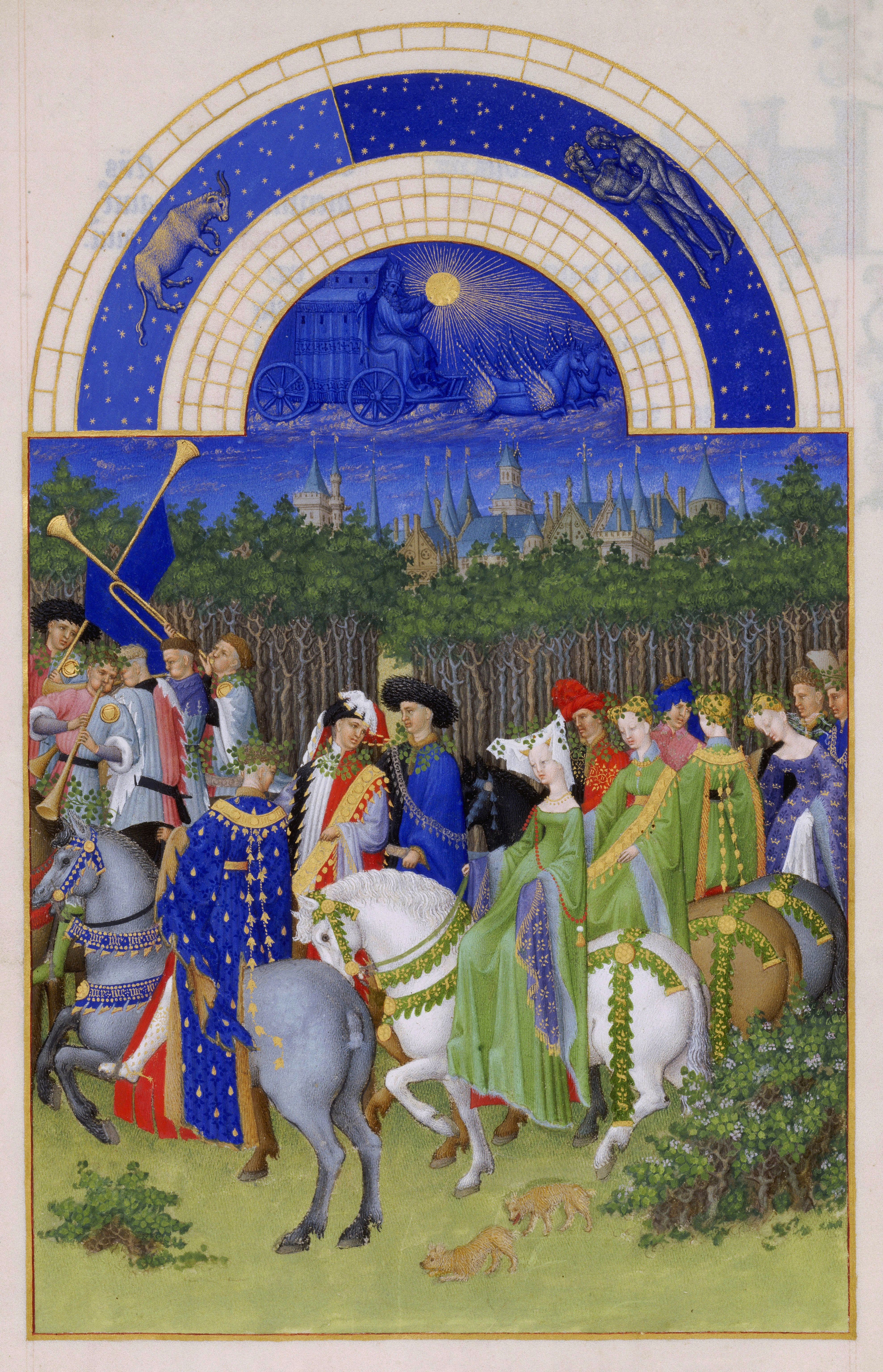
El mes de mayo. Página del Calendario del libro Las muy ricas horas del Duque de Berry, de los hermanos Limbourg. 1411-1416, Museo Condé. Chantilly, Francia.

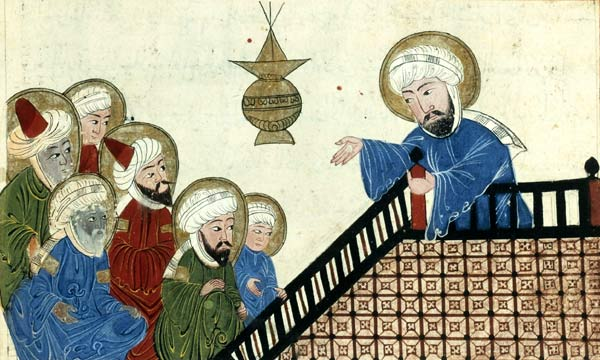
Miniatura del de una copia de un manuscrito de Al-Biruni que representa a Mahoma predicando el Corán en La Meca.

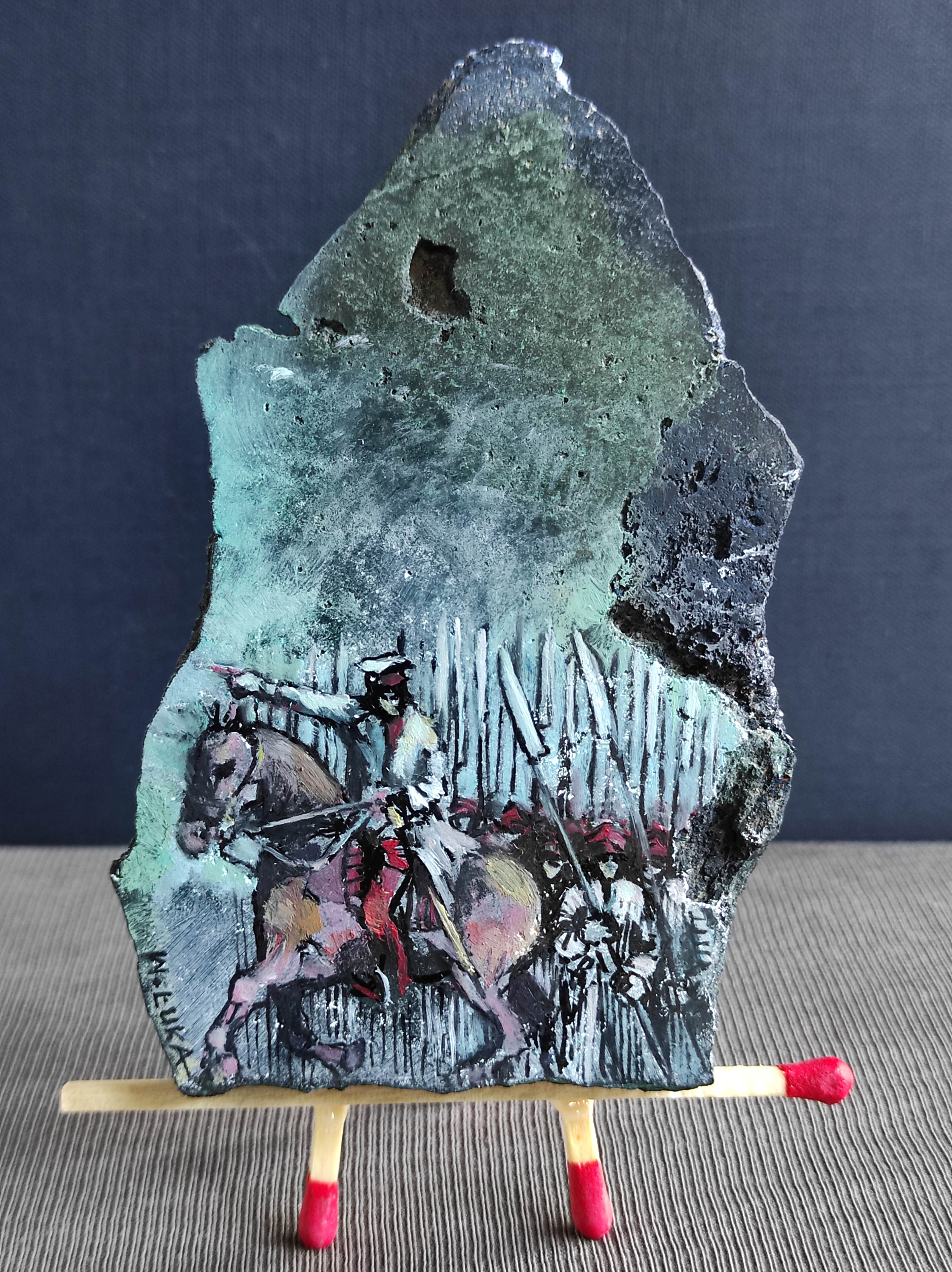
Miniatura la Batalla de Racławice de una Muzeum Miniaturowej Sztuki Profesjonalnej Henryk Jan Dominiak en Tychy, por Wojciech Łuka (2023).Óleo sobre malaquita y lapislázuli, 132 × 77 mm.

En los manuscritos y libros ilustrados de la Edad Media, las miniaturas (del latín miniare, “colorear con minia”) o iluminaciones (del latín tardío illuminatio) eran pinturas o dibujos de figuras, incluidas o no en escenas o composiciones, las cuales, en su caso, representaban diversos temas propios de su etapa histórica, como los temas de carácter sacro, similares a los que llenaban los vitrales de las catedrales e iglesias en el arte románico y en el primer arte gótico. 
Al final del periodo gótico, ya en el umbral del Renacimiento o Edad Moderna, los manuscritos ilustrados se llenan de temas civiles, profanos y galantes, y alcanzan su mayor apogeo con un nivel de calidad excelente y una amplia difusión internacional, principalmente a través de las cortes de la nobleza europea. 
A partir del siglo XVI, el auge de la imprenta parece restar protagonismo a este tipo de costosas creaciones. El último gran maestro iluminador fue Giulio Clovio, a mediados del siglo XVI. 
En los márgenes de las páginas de los manuscritos era frecuente que se incluyeran distintos motivos ornamentales. Los más conocidos son los dibujos que realzan las letras capitales o los que separan las columnas de texto mediante motivos que representan arquitecturas fingidas, arabescos y tallos y hojas que se enroscan por los márgenes de las páginas.
El término miniatura deriva de minium, un óxido de plomo de color rojo que se utilizaba como componente de la tinta fundamental que se comenzó a emplear para la iluminación de los códices manuscritos en letras capitales, márgenes y posteriormente, con la evolución de la ilustración medieval, en representaciones de gran colorido y complejas composiciones.

## Los manuscritos ilustrados
La ilustración de manuscritos se inició en el Antiguo Egipto, hacia el 2000 a. C., con el denominado Libro de los Muertos. Estos se realizaban por encargo de faraones, nobles, o sacerdotes y contenían oraciones e instrucciones sobre cómo deberían comportarse los difuntos en el más allá. En ellos se representaban los momentos más importantes del ritual de entierro, embalsamamiento, el pesaje simbólico del alma y la presentación ante Osiris.
Los escribas de Alejandría, probablemente, se inspiraran en la técnica de estos rollos ilustrados al copiar los manuscritos destinados a la Biblioteca de Alejandría, incluso para la posible versión miniada del Antiguo Testamento, traducido en Alejandría, del hebreo al griego, así como los redactores de manuscritos miniados bizantinos posteriores. 
El arte de pintar miniaturas y de ilustrar los libros tuvo un papel relevante en el desarrollo de la pintura románica y gótica, así como en otras etapas de la historia de la pintura.
Los grandes nombres del arte de las miniaturas y los libros ilustrados están vinculados a los talleres de ilustradores franceses o flamencos como Jean Poucelle, Jaquemart de Hesdin o los hermanos Limbourg, y a pintores toscanos como Simone Martini y otros. Durante la etapa de la pintura gótica, los libros son obras que facilitan el intercambio cultural y consecuentemente la difusión de las corrientes artísticas por las cortes y otros centros artísticos de toda Europa. Son justamente destacados libros como el Breviario de Felipe el Hermoso, el Salterio de San Luis, el Salterio de la Reina Mary y el libro de Las muy Ricas Horas del Duque de Berry de los hermanos Limbourg, conservado en el Museo Condé de Chantilly (Francia).
- En España, los manuscritos ilustrados más antiguos datan del siglo XI en el primer Románico; son la Biblia de Ripoll procedente del Monasterio de Ripoll y la Biblia de San Pedro de Roda procedente del antiguo Monasterio de San Pedro de Roda. Ambos monasterios se hallan en Cataluña, pero los libros actualmente están el primero en la Biblioteca Vaticana y el segundo en la Biblioteca Nacional de París.

Otros libros ilustrados procedentes de los antiguos reinos de la península ibérica son:
- Liber Testamentorum de la catedral de Oviedo, realizado en el siglo XII por encargo del obispo Pelayo, con extraordinarias miniaturas ejecutadas a toda página, con una completa gama de colores y añadidos de oro y plata.

- La colección de códices de las obras de Alfonso X el Sabio, repletas de escenas narrativas sobre temas variados constituyen un valioso testimonio de su época.

## El arte de los retratos en miniatura
Los retratos en miniatura, así como otros géneros en miniatura (escenas cortesanas o paisajes) se desarrollaron a partir del siglo XVI. Eran retratos o pequeños cuadros encajados en diversos objetos como medallones, relojes de sobremesa y joyeros. El marco de los retratos, con frecuencia es un medallón ovalado.
Este nuevo tipo de pintura en miniatura se realizaba en una gran variedad de técnicas pictóricas como óleo sobre cobre, estaño, esmalte o marfil, aguadas sobre pergamino o cartulina, o desde el siglo XVIII acuarelas o aguadas sobre marfil o papel vitela.
Pintores como Goya y Fragonard hicieron de los retratos en miniatura una faceta más de su actividad. Hubo pintores que se dedicaron a este arte casi en exclusividad, como el noble miniaturista y pintor de cámara de Fernando VII José Miguel de Rojas y Pérez de Sarrió III conde de Casa Rojas con su técnica procedente de Francia, del cual tenemos obra en el Museo del Prado, en el Museo del romanticismo y en la Real Academia de Bellas Artes de San Fernando. En el siglo XIX, con el desarrollo de la fotografía se inició la decadencia de este arte.
- En Inglaterra se desarrolló como una forma o técnica independiente del resto de la pintura, a partir de la obra de pintores como Holbein el joven, Isaac Oliver y S. Cooper.

- En Francia tuvieron relevancia pintores como J. Petitot, que retrató en forma exquisita al rey Luis XIV y a los personajes de la Corte, así como Jacques Augustin o J.B. Isabey en la etapa de Napoleón.

- El retrato ovalado del archiduque de Carlos de Austria, (pretendiente al trono de España cuando la Guerra de Sucesión), obra de Pere Crosells, pintor de Barcelona que fue una de las ciudades que tomaron partido por él.

## Tradiciones cristianas

### Italia y Bizancio, siglosIIIyVI

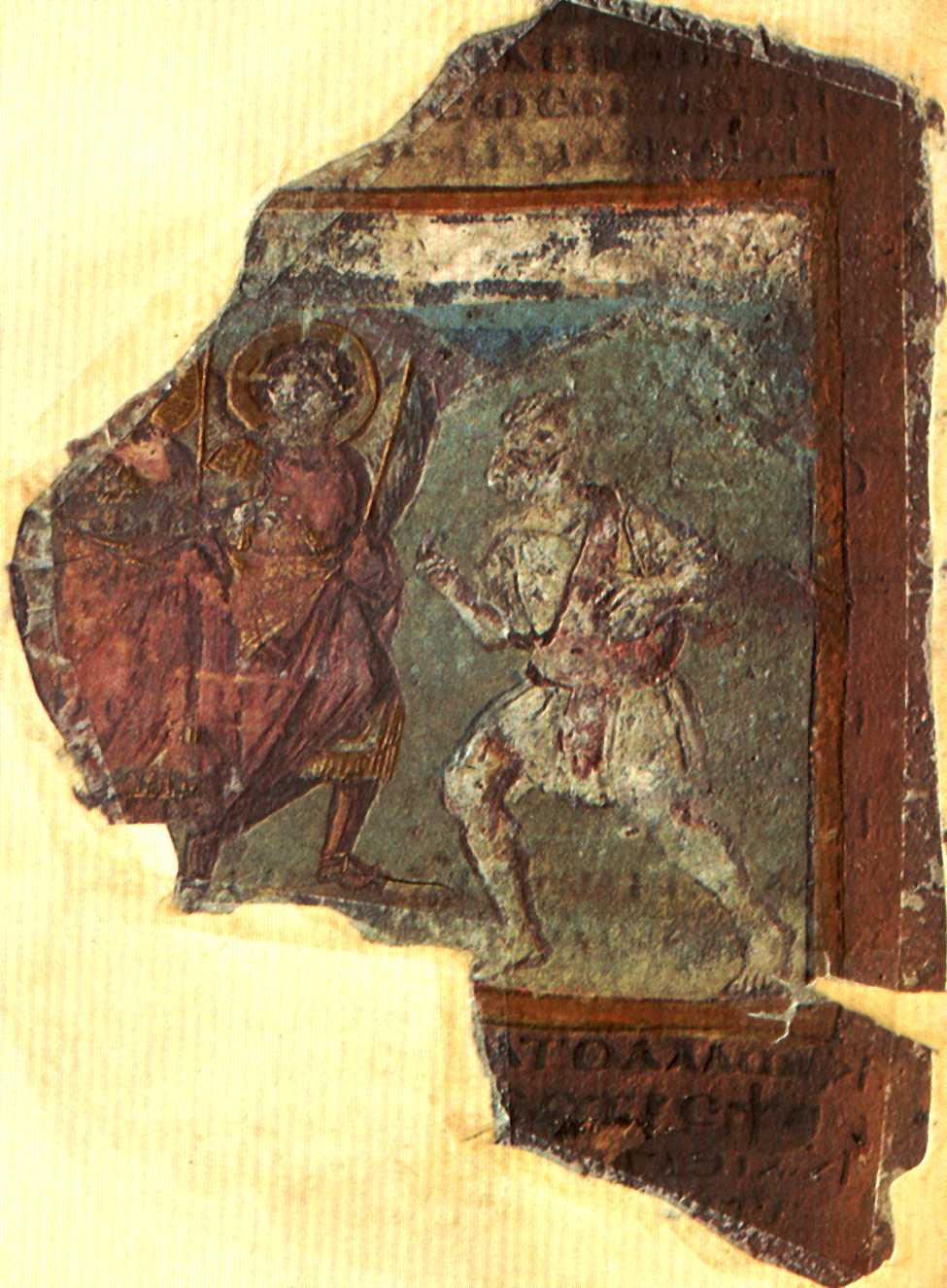
Miniatura de Abraham encontrándose con ángeles, del Génesis Cotton, –

Las primeras miniaturas existentes son una serie de dibujos coloreados o miniaturas recortadas de la Ilias Picta, un manuscrito ilustrado de la Ilíada del siglo III. Son similares en estilo y tratamiento con el arte pictórico de la posterior Romana período clásico. En estos cuadros hay una considerable variedad en la calidad del dibujo, pero hay muchos casos notables de dibujos de figuras finas, bastante clásicas en el sentimiento, lo que demuestra que el arte anterior todavía ejercía su influencia. Las indicaciones de paisaje que se encuentran son del tipo clásico, no convencionales en el sentido del convencionalismo medieval, sino que intentan seguir la naturaleza, aunque sea de forma imperfecta, como en los frescos pompeyanos y otros de la época romana.
De mayor valor aún desde el punto de vista artístico son las miniaturas del manuscrito de Vaticano de Virgilio, conocido como el Vergilius Vaticanus, de principios del siglo V. Se encuentran en un estado más perfecto y a mayor escala que los fragmentos ambrosianos, por lo que ofrecen una mejor oportunidad para examinar el método y la técnica. El dibujo es de estilo bastante clásico, y se transmite la idea de que las miniaturas son copias directas de una serie más antigua. Los colores son opacos: de hecho, en todas las miniaturas de los primeros manuscritos el empleo del color del cuerpo era universal. El método seguido para colocar las diferentes escenas en la página es muy instructivo de la práctica seguida, como podemos suponer, por los artistas de los primeros siglos. Parece que el fondo de la escena se pintaba primero en su totalidad, cubriendo toda la superficie de la página; luego, sobre este fondo se pintaban las figuras y los objetos de mayor tamaño; y sobre éstos se superponían de nuevo los detalles más pequeños situados delante de ellos. (El algoritmo del pintor.) De nuevo, con el fin de asegurar algo parecido a la perspectiva, se adoptó una disposición de zonas horizontales, las superiores conteniendo figuras a menor escala que las inferiores.

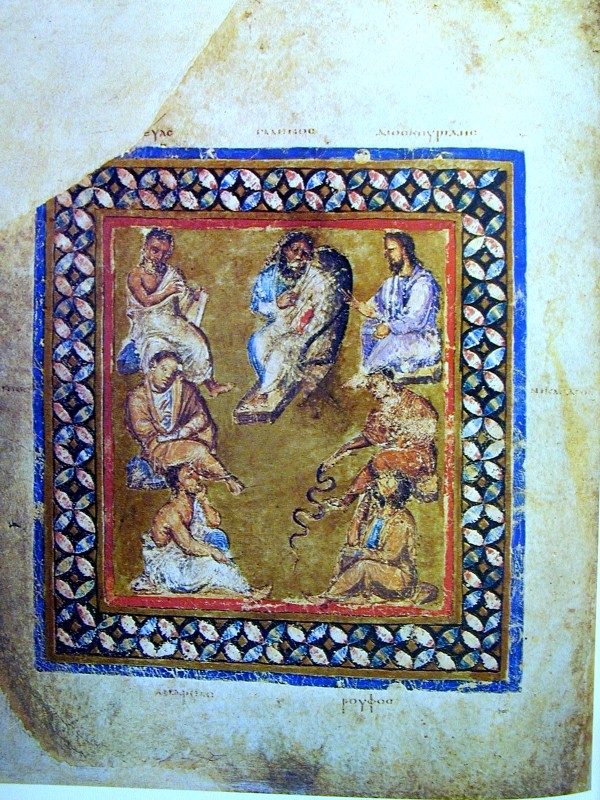
Miniatura de siete médicos del Dioscórides de Viena, principios del.

A la escuela de Bizantino le estaba reservado romper más decididamente con la presentación natural de las cosas y desarrollar las convenciones artísticas. Sin embargo, en los mejores ejemplos tempranos de esta escuela aún perdura el sentimiento clásico, como atestiguan las reliquias de las miniaturas del Génesis Cotton, y las mejores miniaturas del Dioscórides de Viena; y en las miniaturas de los manuscritos bizantinos posteriores, que fueron copiadas de ejemplos anteriores, la reproducción de los modelos es fiel. Pero al comparar las miniaturas de la escuela bizantina en general con sus predecesoras clásicas, se tiene la sensación de haber pasado del aire libre al claustro. Bajo la restricción de la dominación eclesiástica, el arte bizantino se volvió cada vez más estereotipado y convencional. Crece la tendencia a pintar las carnaciones en tonos morenos, a alargar y enflaquecer los miembros y a endurecer los andares. Los marrones, los grises azulados y los tonos neutros se imponen. Aquí encontramos por primera vez el tratamiento técnico de la pintura de carne que más tarde se convirtió en la práctica especial de los miniaturistas italianos, a saber, la colocación de los tintes de carne reales sobre un fondo de oliva, verde u otro tono oscuro. El paisaje, tal y como era, pronto se convirtió en algo bastante convencional, dando ejemplo de esa notable ausencia de representación real de la naturaleza que es un atributo tan llamativo de las miniaturas de la Edad Media.
Y, sin embargo, aunque el tratamiento ascético de las miniaturas se obtuvo con tanta fuerza en el arte bizantino, al mismo tiempo el sentido oriental del esplendor se muestra en la brillantez de gran parte del colorido y en el empleo profuso del oro. En las miniaturas de los manuscritos bizantinos se ven por primera vez los fondos de oro brillante que luego aparecen con tanta profusión en las producciones de todas las escuelas de pintura occidentales.
La influencia del arte bizantino en el de la Italia medieval es evidente. Los primeros mosaicos de las iglesias de Italia, como los de Rávena y Venecia, también ofrecen ejemplos de la influencia bizantina dominante. Pero la Alta Edad Media ofrece pocos puntos de referencia para guiar al estudiante, y sólo cuando se llega al siglo XII, con sus frescos y miniaturas que todavía llevan la impronta de la tradición bizantina, se puede comprobar que la conexión siempre ha existido durante los siglos intermedios.

### Miniatura armenia

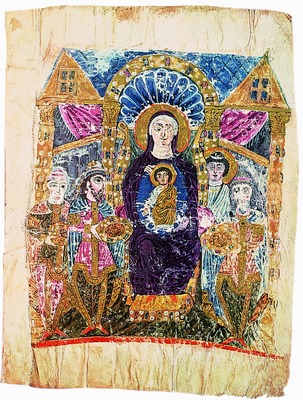
Evangelio Ejmiadzin, siglos -.

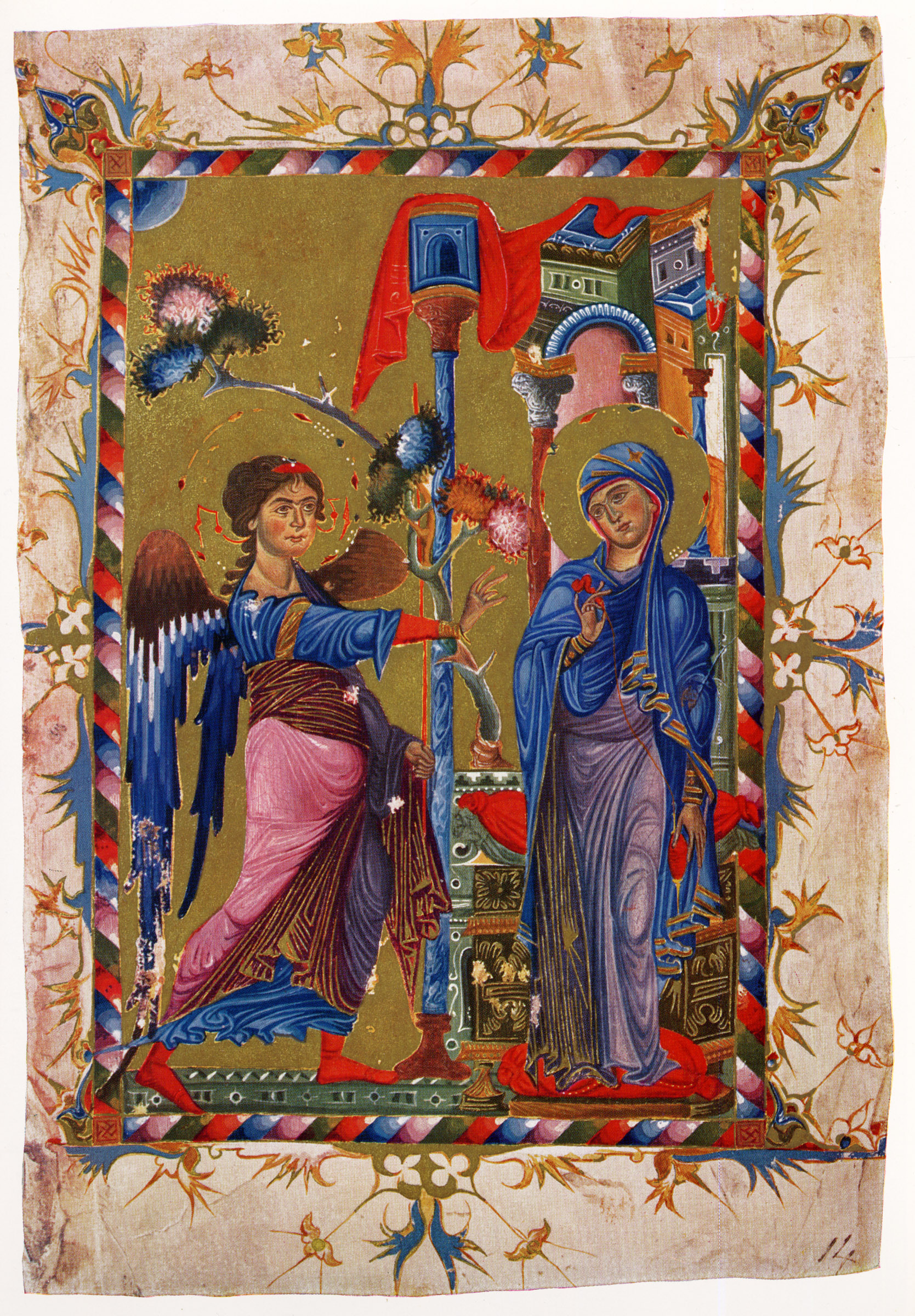
Miniatura del siglo XIII

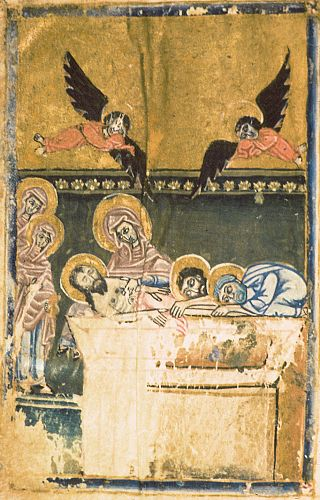
Miniatura de Momik

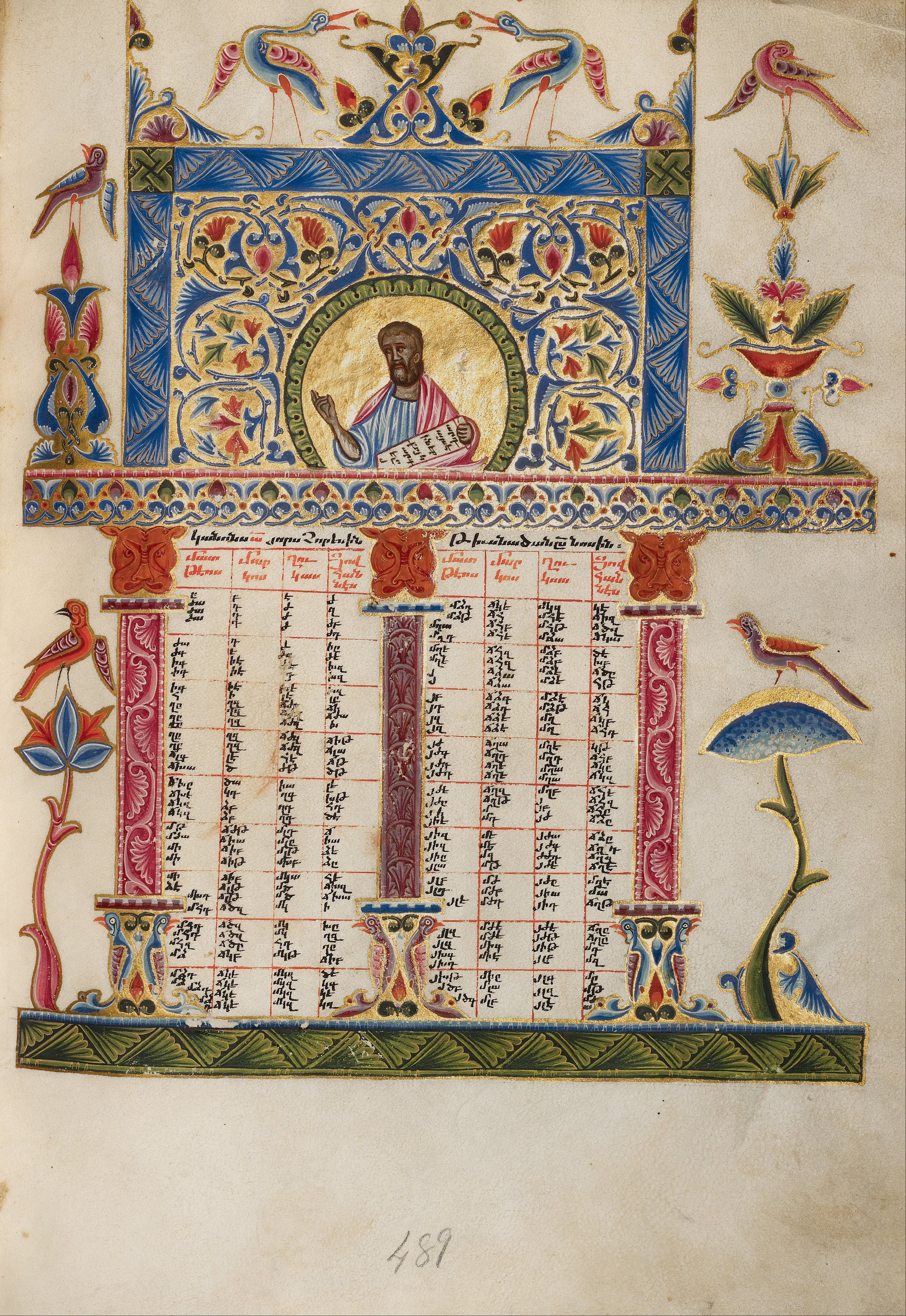
Un manuscrito armenio de Malnazar del Evangelio de 1637 - 1638

La pintura en miniatura armenia destaca por su variedad de estilos y escuelas. Cuando en el año 405 Mesrop Mashtots creó el Letras armenias, aparecieron los manuscritos armenios, y la pintura armenia en miniatura se desarrolló junto a ellos. La mayoría de los 25.000 manuscritos armenios que han llegado hasta nosotros de diferentes siglos están decorados con miniaturas.
Los libros de contenido religioso estaban decorados en su mayoría, sin embargo, los artistas de la miniatura, o floreadores, como se les llamaba en la época, eran capaces de expresar sus emociones y sentimientos y de reflejar escenas de la vida real a través de temas religiosos. Especialmente en las letras mayúsculas del comienzo del texto, en los ornamentos colocados antes del título o en las imágenes realizadas en los márgenes, en las letras bellamente decoradas, introducían diversas imágenes y elementos de la flora y la fauna.
En las miniaturas armenias se pueden encontrar escenas que representan cacerías, peleas de animales, representaciones teatrales, otras escenas de la vida urbana y rural, retratos de personajes famosos de la época, comisarios de manuscritos. Dichas miniaturas son de gran importancia para el estudio de la vida y el estilo de vida de la Armenia medieval, los trajes, las costumbres, la artesanía, la naturaleza armenia. Algunos pintores de miniaturas también dejaron sus autorretratos.
En Armenia funcionaron muchos centros de pintura en miniatura en distintas épocas. Hay centros muy conocidos, como los de Ani, Gladzor, Tatev, Nakhichevan, Artsakh, Vaspurakan, cada uno de los cuales, además de los rasgos generales típicos del arte nacional, se caracteriza por un estilo único de pintura en miniatura y por las tradiciones locales. Más tarde se establecieron centros de pintura en miniatura también en las colonias armenias.
El arte de la miniatura armenia floreció en el siglo XIII, especialmente en la Armenia cilicia, donde las miniaturas eran más lujosas y elegantes. Las obras de artistas miniaturistas tan talentosos de diferentes épocas y centros como Toros Roslin, Grigor, Ignatius, Sargis Pitsak, Toros Taronetsi, Avag, Momik, Simeón Archishetsi, Vardan Artsketsi, Kirakos, Hovhannes, Hakob Jughayetsi y muchos más han resistido el paso de los tiempos hasta ahora. Sin embargo, no se han conservado los nombres de muchos otros artistas de la miniatura.
La pintura armenia en miniatura ha atravesado largos y difíciles caminos históricos; es testigo del inigualable afán creativo de los armenios, que ni los innumerables desastres traídos por los invasores extranjeros, ni las difíciles y tortuosas rutas migratorias pudieron extinguir. Con su originalidad, maestría en la ejecución, extraordinario colorido, riqueza y variedad de joyas, ocupa un lugar único y honorable no sólo en el tesoro del arte nacional, sino también en el arte mundial.
Los Evangelios eran los más ilustrados, seguidos de la Biblia y otras colecciones religiosas. Las primeras miniaturas que han llegado hasta nosotros son muestras de los siglos VI-VII. Los tipos de personajes y la pintura en ellas recuerdan a los frescos de Lmbat y Aruch del siglo VII. Del periodo de los reinos de Bagratuni y Artsruni han sobrevivido el "Evangelio de la Reina Mlke", el "Evangelio de Kars" y el "Evangelio de Trabzon". Estos manuscritos contienen las principales características del desarrollo posterior de la pintura armenia en miniatura:
- tabernáculos con columnas,
- folletos de oro con letras mayúsculas,
- imágenes del Señor, es decir, los acontecimientos de la vida de Cristo, que se mencionan en las
- miniaturas adjuntas al texto.
En ellas se puede encontrar una combinación orgánica de arte bizantino y cristiano, en las representaciones de los arcos de los tabernáculos del "Evangelio de la Reina Mlke", motivos egipcios, decoración arquitectónica de las pinturas evangélicas y elementos del arte helenístico.
Las miniaturas más grandes de los Evangelios de Armenia Menor relacionadas con el arte de las miniaturas paleocristianas en 1038 (Matenadaran después de Mesrop Mashtots, Ereván, manuscrito N 6201), conservando las antiguas reglas estilísticas y pictóricas, contienen novedades que formaron la base de toda la iconografía armenia posterior, por ejemplo, la representación de Cristo desnudo en la cruz. El desarrollo gráfico del estilo del grupo de manuscritos es evidente en la Vaspurakan Escuela de Pintura en Miniatura.
Un grupo de manuscritos de finales del siglo XI, encabezado por el Evangelio de Moghni, formó la escuela de Ani, cuyas formas estilísticas guardan similitudes con las miniaturas pregóticas, lo que demuestra el origen oriental de estas últimas. Las miniaturas de ese grupo destacan por su estilo monumental-fresco. En los manuscritos del siglo XII se desarrollaron las tradiciones del arte de la miniatura de los siglos X-XI, dotadas de acentos trágico-emocionales, y se dio gran importancia a los motivos vegetales-animales.
En la primera mitad del siglo XIII, antes de las invasiones mongolas, la pintura en miniatura floreció en la Gran Armenia ("Evangelio de Haghpat", "Evangelio de los traductores"). La pintura en miniatura adquirió una nueva calidad sin precedentes en la Armenia de Cilicia. Tanto en los monasterios como en la corte real se coleccionaban manuscritos exquisitos, y además del clero, los miembros de la corte real y los consejeros encargaban manuscritos.
La importancia ritual-eclesiástica de los manuscritos disminuyó, a menudo se encargaban para uso personal, para satisfacer el gusto refinado de los consejeros y sus sentimientos religiosos. El tamaño de los libros disminuyó, los pintores de miniaturas se dedicaron más a la representación de la realidad y de los países vecinos (Bizancio և países europeos). Los famosos pintores de miniaturas Grigor Mlichetsi, Toros Roslin, Sargis Pitsak y otros aparecieron creando elegantes manuscritos reales ("La cena del rey Hetum II", "Evangelio de la reina Keran").
Una situación política relativamente estable en algunas regiones de la Gran Armenia contribuyó al desarrollo de la pintura en miniatura. Mientras que los representantes de la Escuela de Pintura en Miniatura de Gladzor destacan con personalidades destacadas, los artistas de Vaspurakan (Simeón Artchishetsi, Zakaria Akhtamartsi, Rstakes, Kirakos Aghbaketsi y otros) se reincorporaron a tradiciones pictóricas más unificadas. El famoso centro de pintura en miniatura fue la Tatev La escuela de pintura en miniatura dirigida por Grigor Tatevatsi, después de la cual el arte armenio en miniatura continuó en las colonias de Crimea, Nueva Julfa, Constantinopla y otros lugares. En los siglos XVII y XVIII, la pintura en miniatura de libros armenios dio paso gradualmente al arte de la impresión de la ilustración de libros.

### Europa, siglosVIIIyXII

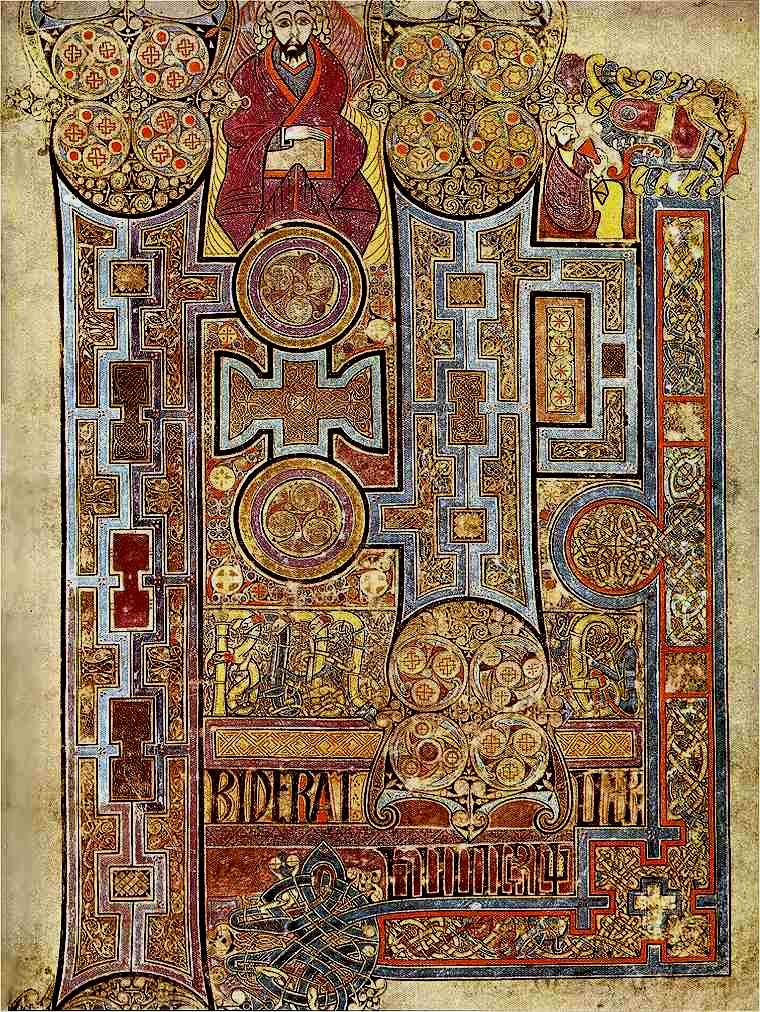
Este texto profusamente decorado que abre el Evangelio de Juan en el Libro de Kells, de principios del, muestra el estilo de iluminación del Insular: decorativo y no ilustrativo

En las escuelas nativas de iluminación de Europa Occidental, la decoración era el único motivo principal. En los manuscritos del período merovingio, en la escuela que unía Frankland y el norte de Italia, y que se conoce como lombardos o franco-lombardos, en los manuscritos de España, en las producciones del arte insular de las islas británicas, el dibujo de figuras apenas se conocía, sirviendo más bien como elemento de decoración que como representación de la forma humana.
La escuela Anglosajón, desarrollada especialmente en Canterbury y Winchester, que probablemente derivó su característico dibujo a mano alzada de los modelos clásicos romanos, apenas influenciados por el elemento bizantino. Las mejores cualidades de las miniaturas de los siglos X y XI de esta escuela residen en el fino dibujo de los contornos, que tuvo una influencia duradera en la miniatura inglesa de los siglos posteriores. Pero la escuela anglosajona del sur se aparta bastante de la línea general de desarrollo de la miniatura medieval occidental.
Bajo los monarcas carolingios se desarrolló una escuela de pintura derivada de modelos clásicos, principalmente de tipo bizantino. En esta escuela, que debe su origen al impulso de Carlomagno, se observa que la miniatura aparece en dos formas. En primer lugar, está la miniatura verdaderamente convencional que sigue el modelo bizantino, cuyos temas son generalmente los retratos de los Cuatro Evangelistas, o los retratos de los propios emperadores: las figuras son formales; las páginas están brillantemente coloreadas y doradas, generalmente situadas en un entorno arquitectónico de tipo fijo, y desprovistas de paisaje en el sentido real de la palabra. Acompañado de una profusa decoración en la orla y la inicial, marcó la pauta para las posteriores escuelas continentales de Occidente. Por otro lado, también existe la miniatura en la que hay un intento de ilustración, como, por ejemplo, la representación de escenas de la Biblia. Aquí hay más libertad; y rastreamos el estilo clásico que copia modelos romanos, a diferencia de los bizantinos.

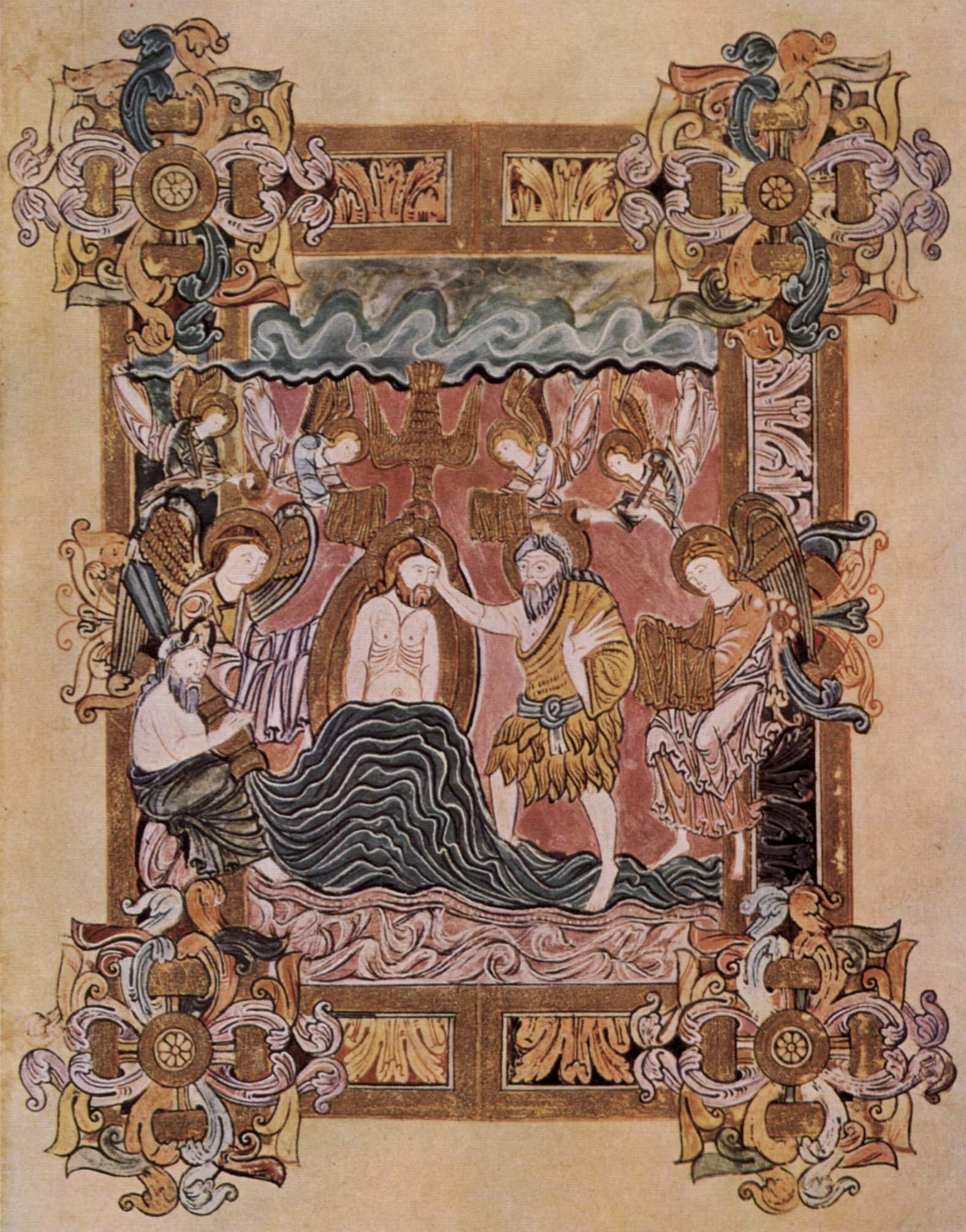
Miniatura del bautismo de Cristo del Benediccional de San Ethelwold,, es un ejemplo de la escuela anglosajona.

La influencia que la escuela carolingia ejerció sobre las miniaturas de los artistas anglosajones del sur se manifiesta en el uso extendido del color del cuerpo y en el empleo más elaborado del oro en la decoración. Un manuscrito como el Benediccional de San Ethelwold, obispo de  Winchester, 963 a 984, con su serie de miniaturas dibujadas en el estilo nativo pero pintadas con pigmentos opacos, exhibe la influencia del arte extranjero. Pero el dibujo propiamente dicho siguió siendo esencialmente nacional, marcado por el tratamiento propio de la figura humana y por la disposición de los paños con pliegues ondulantes. El estilo era refinado, tendiendo a la exageración y a la desproporción de los miembros. Con la Conquista normanda murió esta notable escuela autóctona.
Con el despertar del arte en el siglo XII la decoración de manuscritos recibió un poderoso impulso. Los artistas de la época destacaron en la orla y la inicial, pero en la miniatura también hubo un dibujo vigoroso, con audaces líneas de barrido y un cuidadoso estudio de los paños. Los artistas adquirieron más práctica en el dibujo de figuras y, aunque seguía existiendo la tendencia a repetir los mismos temas de la misma manera convencional, el esfuerzo individual produjo en este siglo muchas miniaturas de carácter muy noble.
La conquista normanda había llevado a Inglaterra directamente al redil del arte continental; y ahora comenzó esa agrupación de las escuelas francesa e inglesa y de Flemish, que, fomentada por el creciente intercambio y movida por impulsos comunes, dio como resultado las magníficas producciones de los iluminadores del noroeste de Europa a partir de la última parte del siglo XII.
Pero de paisaje natural no hay nada, a menos que las rocas y los árboles de carácter estereotipado puedan ser considerados así. De ahí que el fondo de la miniatura de los siglos XII y siguientes se convirtiera en el campo de la decoración para dar mayor relieve a las figuras de la escena. Así surgió la práctica de rellenar todo el espacio con una lámina de oro, a menudo bruñida: un brillante método de ornamentación que ya hemos visto practicado en la escuela bizantina. También hay que destacar el tratamiento convencional de las figuras sagradas, que en lo sucesivo, por un sentido de veneración, siguen vistiendo las túnicas tradicionales de los primeros siglos, mientras que las demás figuras de la escena llevan la vestimenta ordinaria de la época.

### Europa, siglosXIIIyXV

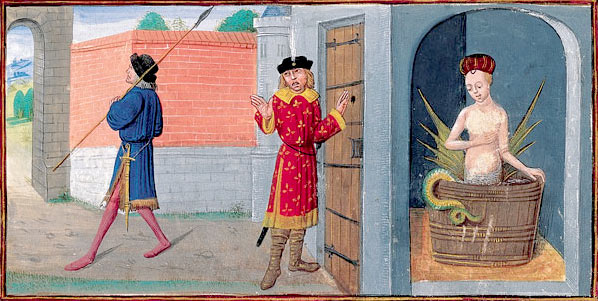
Miniatura Roman de Mélusine Guillebert de Mets, 1410.

Entrando en el siglo XIII, llegamos al periodo en el que se puede decir que la miniatura justifica la falsa etimología moderna que ha relacionado el título con la minuciosidad. El estilo amplio y audaz del siglo XII deja paso a lo preciso y minucioso. Los libros, en general, cambiaron su forma desde el gran folio al octavo y a los tamaños más pequeños. La demanda de libros era mayor y la cantidad de vitela era limitada y tenía que ir más lejos. La escritura se hizo más pequeña y perdió la redondez del siglo XII. Las contracciones y abreviaturas en los textos aumentaron en gran medida. En todas partes se intenta ahorrar espacio. Y lo mismo ocurre con la miniatura. Las figuras eran pequeñas, con trazos delicados en los rasgos y con cuerpos y extremidades pulcros y delgados. Los fondos resplandecen de color y oro bruñido; y abundan los delicados dibujos de pañales de oro y color alternos. Con frecuencia, y especialmente en los manuscritos ingleses, los dibujos están simplemente tintados o lavados con colores transparentes. También en este siglo la miniatura invade la inicial. Mientras que en los periodos anteriores la moda eran las volutas florecidas, ahora se introduce una pequeña escena en los espacios en blanco de la letra.
Para comparar el trabajo de las tres escuelas, el dibujo de la miniatura inglesa, en su mejor momento, es quizás el más elegante; el francés es el más limpio y el más preciso; el flamenco, incluyendo el de Alemania occidental, es menos refinado y en líneas más duras y fuertes. En cuanto a los colores, el artista inglés utiliza tonos más claros que los de las otras escuelas: se observa una preferencia por el verde claro, el azul grisáceo y el lago. El artista francés adora los tonos más profundos, especialmente el ultramar. Los flamencos y los alemanes pintaban, por regla general, con colores menos puros y se inclinaban por la pesadez. Una característica notable en los manuscritos franceses es el oro rojo o cobrizo utilizado en sus iluminaciones, en fuerte contraste con el metal más pálido de Inglaterra y los Países Bajos.

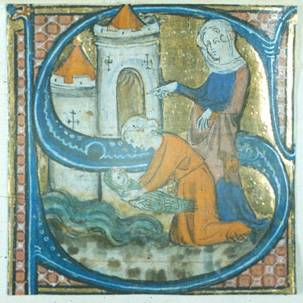
Una S mayúscula contiene una miniatura de Moisés siendo encontrado por la hija del Faraón. Del Breviario de la Abadía de Chertsey, siglo XIV

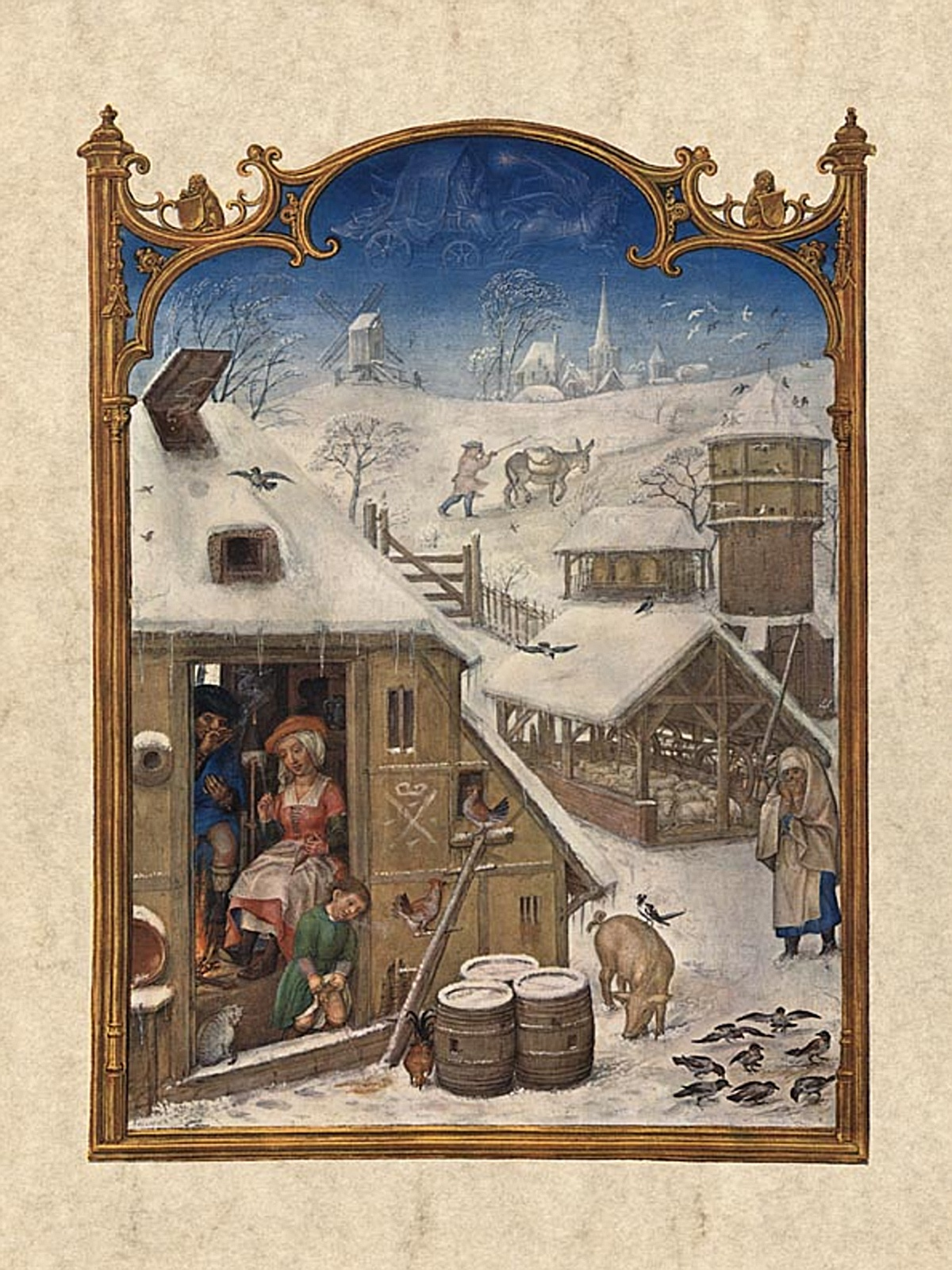
El mes de febrero. Del Breviario Grimani, una obra clave en la historia tardía de los manuscritos iluminados de Flandes, (c. 1515-1520)

Es notable cómo el arte de la miniatura a lo largo del siglo XIII mantiene su alta calidad tanto en el dibujo como en el color sin ningún cambio muy llamativo. A lo largo del siglo, la Biblia y el Salterio gozaron de gran popularidad; y, naturalmente, los mismos temas y las mismas escenas se repitieron a lo largo del período y por parte de un artista tras otro; y el propio carácter de esos libros sagrados tendería a restringir la innovación. Pero hacia el final de la época, obras profanas como los romances ganaban en popularidad y ofrecían un campo más amplio para la invención del artista ilustrador. Por lo tanto, con la apertura del siglo XIV se produce un cambio de estilo palpable. Pasamos a unas líneas más fluidas; no a los atrevidos trazos y curvas del siglo XII, sino a un estilo grácil, delicado y flexible que produjo las hermosas figuras oscilantes de la época. De hecho, la miniatura comienza a liberarse del papel de miembro integral del esquema decorativo de la iluminación y a desarrollarse en el cuadro, dependiendo de su propio mérito artístico para la posición que va a ocupar en el futuro. Esto se demuestra por el lugar más prominente que la miniatura asume ahora, y por su creciente independencia del borde decorativo y la inicial.
Pero, al mismo tiempo, mientras la miniatura del siglo XIV se esfuerza por disociarse del resto de los detalles iluminados del manuscrito, dentro de sí misma florece en la decoración. Además de la mayor elasticidad del dibujo figurado, hay un desarrollo paralelo en los diseños de los fondos. Los pañales se vuelven más elaborados y brillantes; la belleza del oro bruñido se ve realzada por los dibujos punteados que se trabajan con frecuencia sobre él; los doseles góticos y otros elementos arquitectónicos que se convirtieron en la práctica de introducir siguieron naturalmente el desarrollo de la arquitectura de la época. En una palabra, la gran expansión del sentimiento artístico en la decoración del mejor tipo, que es tan prominente en la obra superior del siglo XIV, es igualmente conspicua en la miniatura iluminada.
En la primera parte del siglo, el dibujo inglés es muy grácil, las figuras se inclinan con un movimiento ondulante que, si no fueran tan simples, sería una afectación. Tanto en los ejemplares de contorno, lavados con color transparente, como en los ejemplos totalmente pintados, la mejor obra inglesa de esta época es insuperable. El arte francés sigue manteniendo su pulcra precisión, los colores más vivos que los de Inglaterra y los rostros delicadamente indicados sin mucho modelado. Las producciones de los Países Bajos, que siguen manteniendo el estilo de dibujo más pesado, parecen toscas al lado de las obras de las otras escuelas. El arte de la miniatura alemana de esta época tampoco ocupa un lugar destacado, siendo generalmente mecánico y de carácter rústico. A medida que avanza el tiempo, la miniatura francesa casi monopoliza el campo, sobresaliendo en la brillantez del colorido, pero perdiendo gran parte de su pureza de dibujo, aunque el nivel general sigue siendo alto. La escuela inglesa retrocede gradualmente y, debido sin duda a causas políticas y a las guerras con Francia, no parece haber producido ninguna obra de gran valor. Sólo a finales del siglo XIV se produce un renacimiento.
Este renacimiento se ha atribuido a una conexión con la floreciente escuela de Praga, una escuela que en el esquema de colorido sugiere una influencia del sur a raíz del matrimonio de Ricardo II con Ana de Bohemia en 1382. El nuevo estilo de la pintura inglesa en miniatura se distingue por la riqueza del color y por el cuidadoso modelado de los rostros, que se compara favorablemente con el tratamiento más ligero de los artistas franceses contemporáneos. La escuela flamenca u holandesa del norte, en este periodo y a principios del siglo XV, también prestó una atención similar a los rasgos, por lo que puede considerarse un atributo del arte germánico, a diferencia del estilo francés.

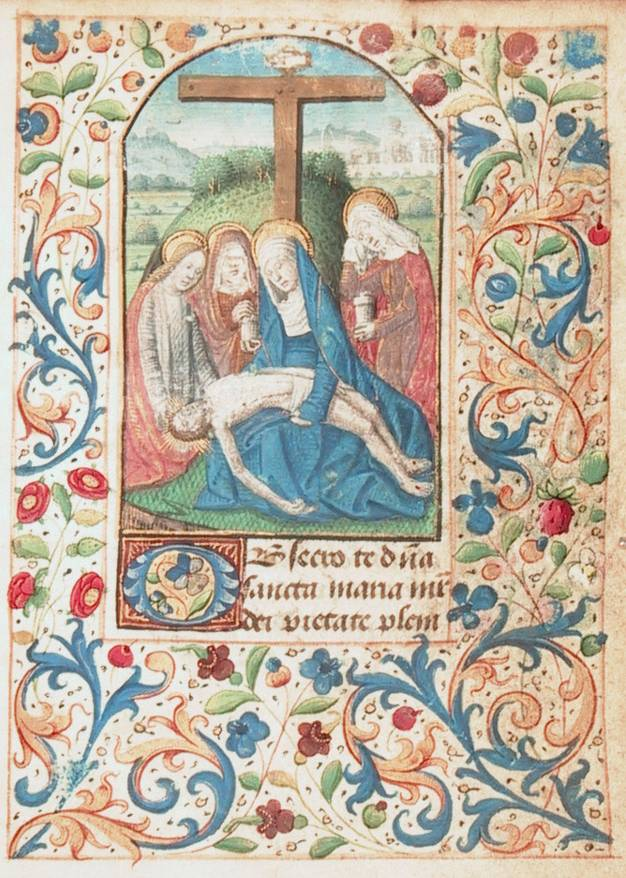
La oración obsecro te ilustrada por una miniatura de la pietà, del Libro de Horas de Angers, c. 1470s

Sin embargo, la promesa del nuevo desarrollo de la pintura inglesa en miniatura no se iba a cumplir. En el primer cuarto del siglo XV se produjeron ejemplos de gran mérito, pero estancados en el dibujo y encorsetados por las convenciones medievales. El arte autóctono prácticamente llegó a su fin a mediados de siglo, justo cuando la mejor apreciación de la naturaleza estaba rompiendo la antigua representación convencional del paisaje en el arte europeo, y estaba transformando la miniatura en el cuadro moderno. Toda la pintura en miniatura que se produjo en Inglaterra después de esa época fue obra de artistas extranjeros o de artistas que imitaban un estilo extranjero. La condición del país durante las Guerras de las Rosas explica suficientemente el abandono del arte. Así, la historia de la miniatura en el siglo XV hay que buscarla en los manuscritos de las escuelas continentales.
En primer lugar hay que considerar el norte de Francia y los Países Bajos. Al salir del siglo XIV y entrar en el XV, la miniatura de ambas escuelas comienza a mostrar una mayor libertad en la composición; y hay una tendencia adicional a buscar más el efecto general por el colorido que la pulcritud en el dibujo. Esto se vio favorecido por la ampliación del campo de acción del miniaturista. Se ilustraron libros de todo tipo, y los libros sagrados, la Biblia y el Salterio y el libro litúrgico, ya no eran los principales, si no los únicos, manuscritos que se iluminaban. Sin embargo, hubo una clase de manuscrito que alcanzó la mayor prominencia y que era al mismo tiempo litúrgico. Se trata de los Horae, o Libro de Horas, libros de devoción para uso individual, que se multiplicaron en gran número y contenían algunos de los mejores trabajos de los miniaturistas. La decoración de estos pequeños volúmenes escapó en gran medida de las restricciones convencionales que su carácter religioso podría haber impuesto. Además, la demanda de manuscritos iluminados había establecido en esta época un comercio regular; y su producción no se limitaba, como antes, al claustro. Entre los artistas de manuscritos iluminados seculares más destacados se encuentran el Maestro Honoré de la escuela parisina.

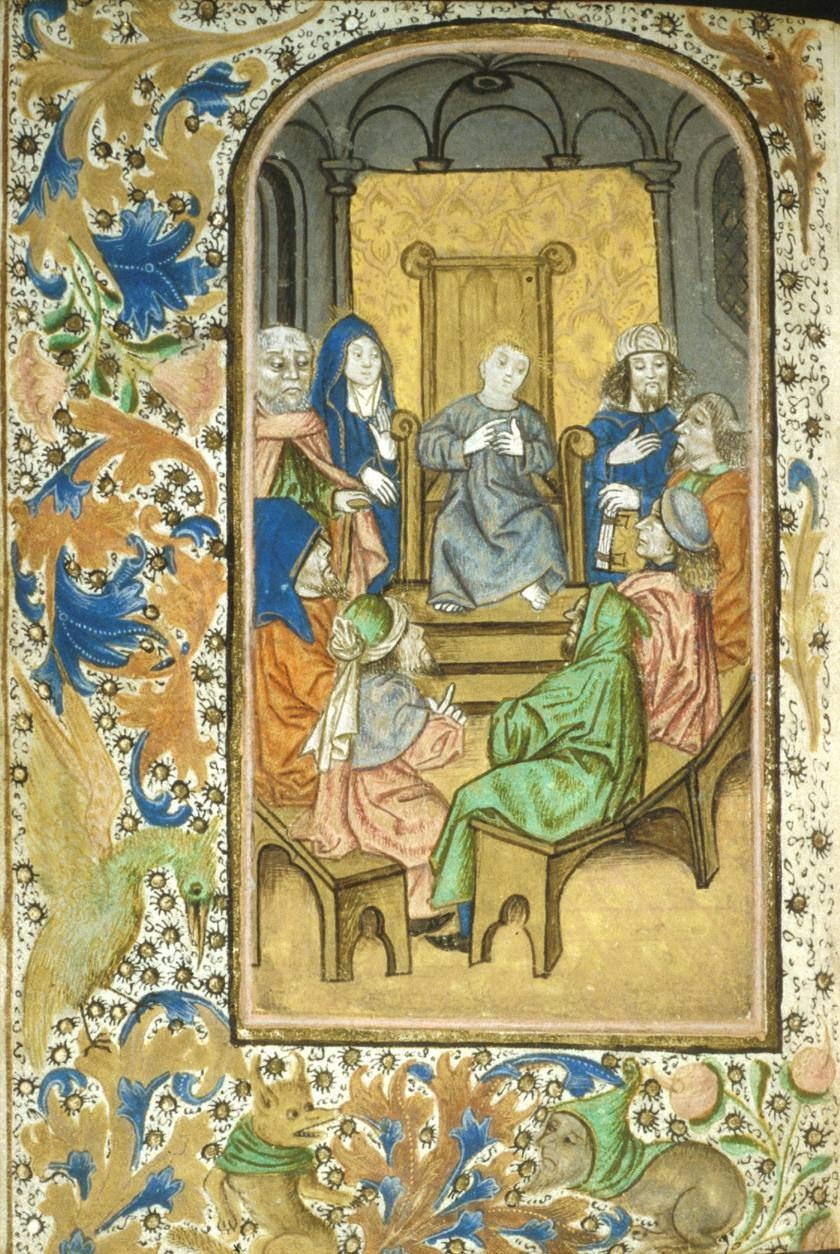
Miniatura de María y José descubriendo a Jesús entre los doctores. Del Enkhuizen Libro de Horas, finales del

A principios de siglo, el antiguo tratamiento convencional del paisaje todavía se mantenía; tampoco el fondo con paños y dorados pasó de moda. De hecho, en algunos de los mejores ejemplares franceses de la época, los motivos en paño son más brillantes que nunca. Pero el paisaje natural del segundo cuarto de siglo se impone más decididamente, aunque con fallos de perspectiva. No fue hasta que surgió otra generación que hubo una verdadera apreciación del horizonte y del efecto atmosférico.
Las miniaturas de las escuelas francesa y flamenca son bastante paralelas durante un tiempo, pero después de la mitad del siglo las características nacionales se vuelven más marcadas y divergentes. La miniatura francesa comenzó a deteriorarse, aunque los artistas más dotados de la escuela produjeron algunos ejemplos muy finos. El dibujo de las figuras era más descuidado, y la pintura tendía a la dureza sin profundidad, que el artista se esforzaba por aliviar con un exceso de sombreado dorado.
La escuela flamenca de la última parte del siglo XV alcanzó su máxima excelencia. La miniatura flamenca se caracterizó por una extrema suavidad y profundidad de color, así como por un cuidado cada vez mayor en el tratamiento de los detalles, de los ropajes y de la expresión de los rasgos: el tipo flamenco del rostro de la Virgen, por ejemplo, con su frente alta y llena, nunca puede confundirse. En las mejores miniaturas flamencas de la época, el artista logra presentar una maravillosa suavidad y brillo de color; el alto nivel no cesó con el siglo XV, ya que aún quedan muchos ejemplares excelentes que atestiguan el favor que se le dispensó durante algunas décadas más.
En las observaciones anteriores, lo que se ha dicho respecto al tratamiento cuidadoso de los detalles se aplica aún más a las miniaturas ejecutadas en grisalla, en las que la ausencia de color invitaba a acentuar aún más ese tratamiento. Esto es quizás más observable en las miniaturas en grisalla del norte de Flandes, que a menudo sugieren, particularmente en las fuertes líneas angulares de los paños, una conexión con el arte del grabador en madera.